# Psilotum nudum
Psilote nu
Espèce
Psilotum nudum, le Psilote nu, est une espèce de plantes terrestres des régions chaudes appartenant à la famille des Psilotaceae. Il s'agit de la seule plante vasculaire ne présentant visiblement ni feuilles, ni fleurs, ni racines.

## Description

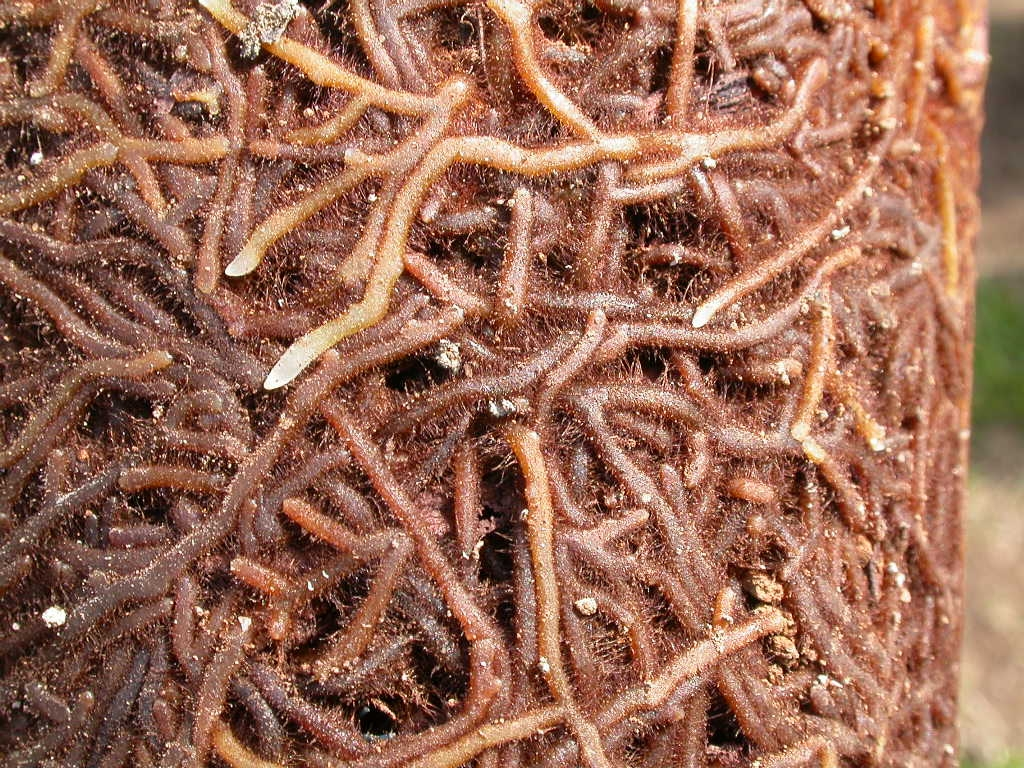
Rhizomes de Psilotum nudum.

Psilotum nudum est une plante vivace présentant des tiges persistantes avec des ramifications dichotomiques (en forme de "Y"). Ses tiges mesurent jusqu'à 20 cm de hauteur, elles sont anguleuses et dressées, elles prennent naissance sur un rhizome souterrain ramifié dépourvu de racines (mais présence de rhizoïdes). Les tiges aériennes et le rhizome forment le sporophyte. De petites écailles disséminées au long des axes évoquent des vestiges de feuilles mais les botanistes s'accordent sur leur différence de nature, en raison de l'absence de vaisseaux conducteurs de sève.

Les tiges aériennes portent des sporanges volumineux (2 mm de diamètre) libérant de nombreuses spores identiques (isosporie). Les sporanges sont groupés par 3 et prennent naissance à l'aisselle de petites bractées bifides. La germination des spores donne le gamétophyte : il est souterrain, incolore et porte des rhizoïdes. Sur cette génération, il se développe des anthéridies et des archégones.
- Période de sporulation : printemps et été.
- Mode de dissémination : anémochore.

## Milieu de vie
Psilotum nudum est une plante saxicole et héliophile. Cette plante vit à basse altitude dans les zones tempérées (Espagne) : jusqu'à 170 m.
Psilotum nudum se retrouve parfois parmi les adventices communes des serres et peut s'échapper dans les régions de climat tempérés, jusqu'à provoquer des nuisances.

## Répartition géographique
- Europe : Cette espèce est très localisée en Europe : on la trouve dans le sud de l'Espagne dans la province de Cadix.
- Monde : Cette espèce se retrouve dans les régions tropicales et tempérées-chaudes des 2 hémisphères. Elle a une répartition très vaste sur tous les continents : sur la côte atlantique de la Caroline du Nord à l'Argentine en passant par la région caraïbe, le Pérou, la Bolivie et le Paraguay, en Afrique du Gabon à l'Afrique du Sud en passant par le Mozambique et Madagascar, en Asie tropicale de la Corée du Nord à la Thaïlande, ainsi que sur certaines îles du Pacifique, notamment l'Australie et la Nouvelle-Zélande[3].

## Utilisations
En raison de son apparence originale, cette plante est très populaire au Japon comme plante ornementale : plus de 100 cultivars y ont été sélectionnés.
Psilotum nudum était utilisé dans la pharmacopée traditionnelle hawaïenne sous le nom de Moa pour lutter contre le kūkae paʻa (constipation) des nouveau-nés et des personnes âgées, et en mélange à d'autres plantes pour réaliser des remèdes contre l'akepau (tuberculose), et diverses maladies respiratoires. Les spores étaient utilisées comme du talc et pour lutter contre la diarrhée des nourrissons.

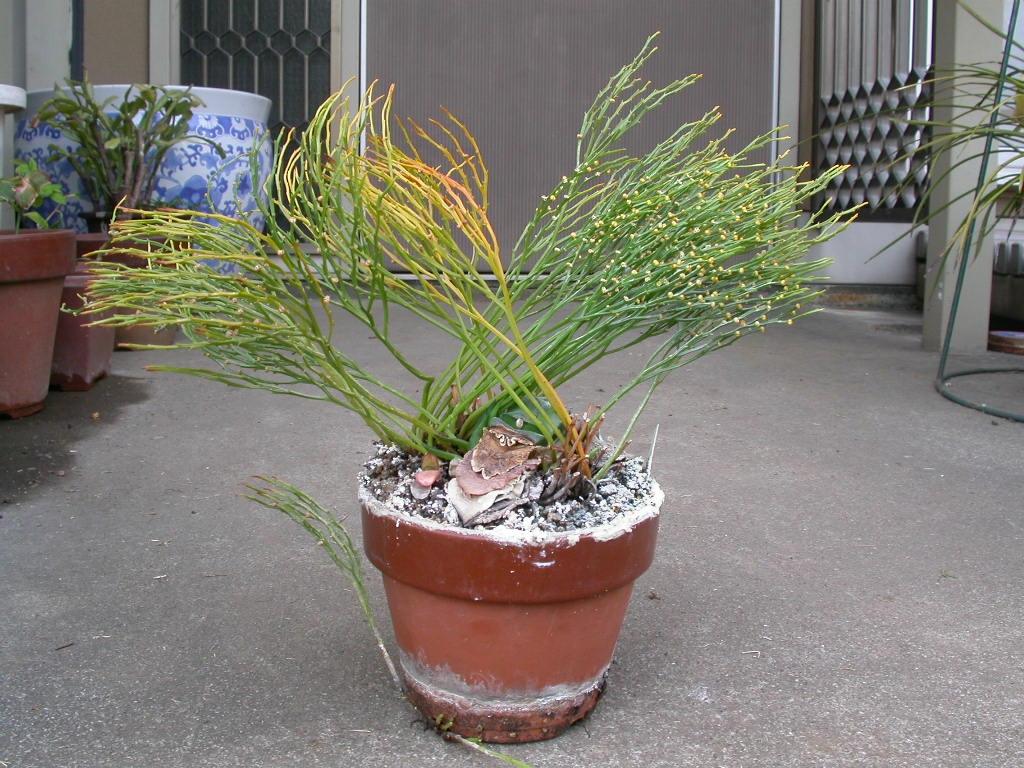
Psilotum nudum âgé de 18 ans, cultivé dans un pot à Chiba (Japon).
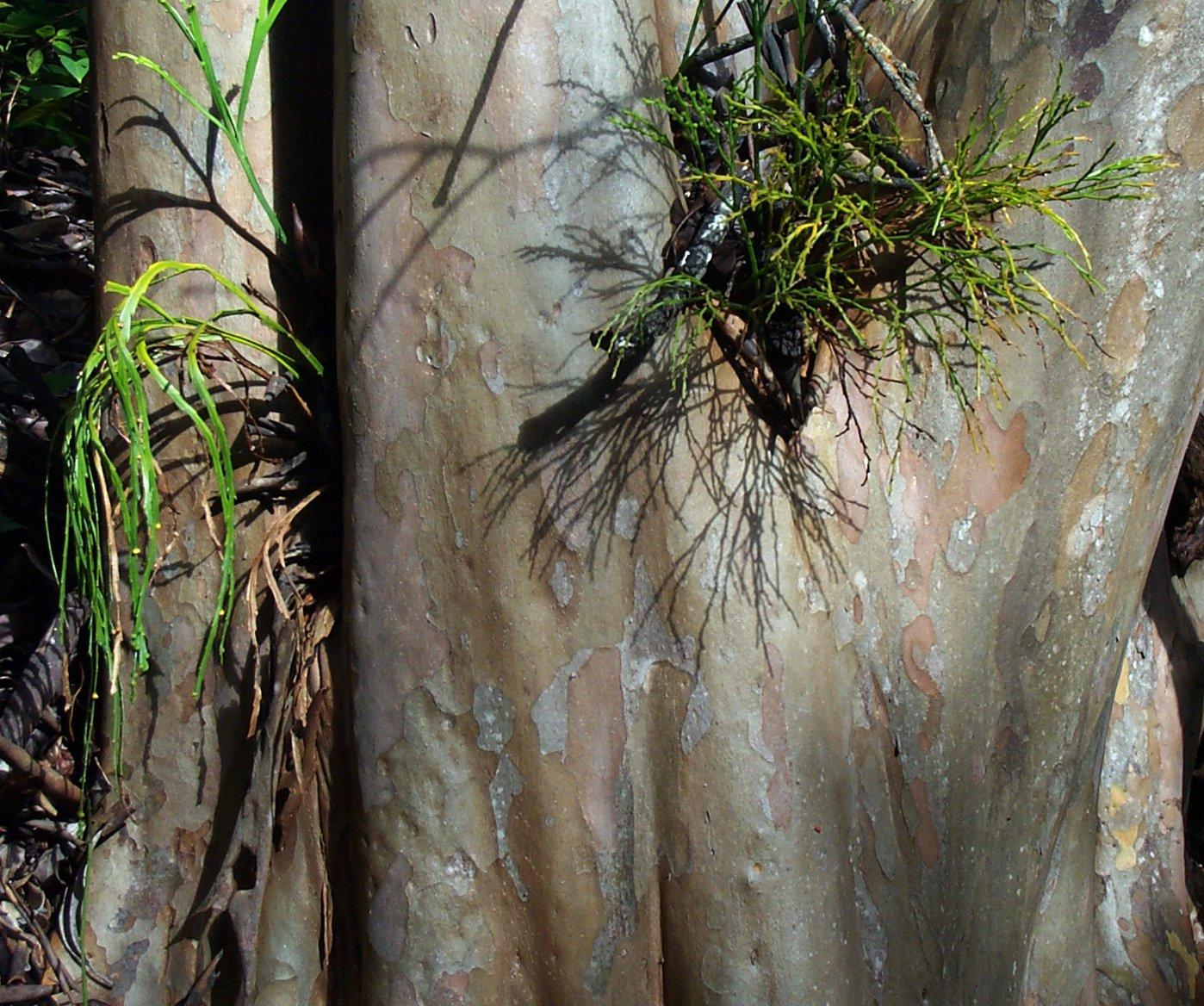
Psilotum nudum (à droite) en compagnie de l'autre espèce du genre, Psilotum complanatum (à gauche), poussant naturellement en épiphyte sur un arbre à Puʻu Kaua (Mont Waiʻanae, Oahu, Hawaï).
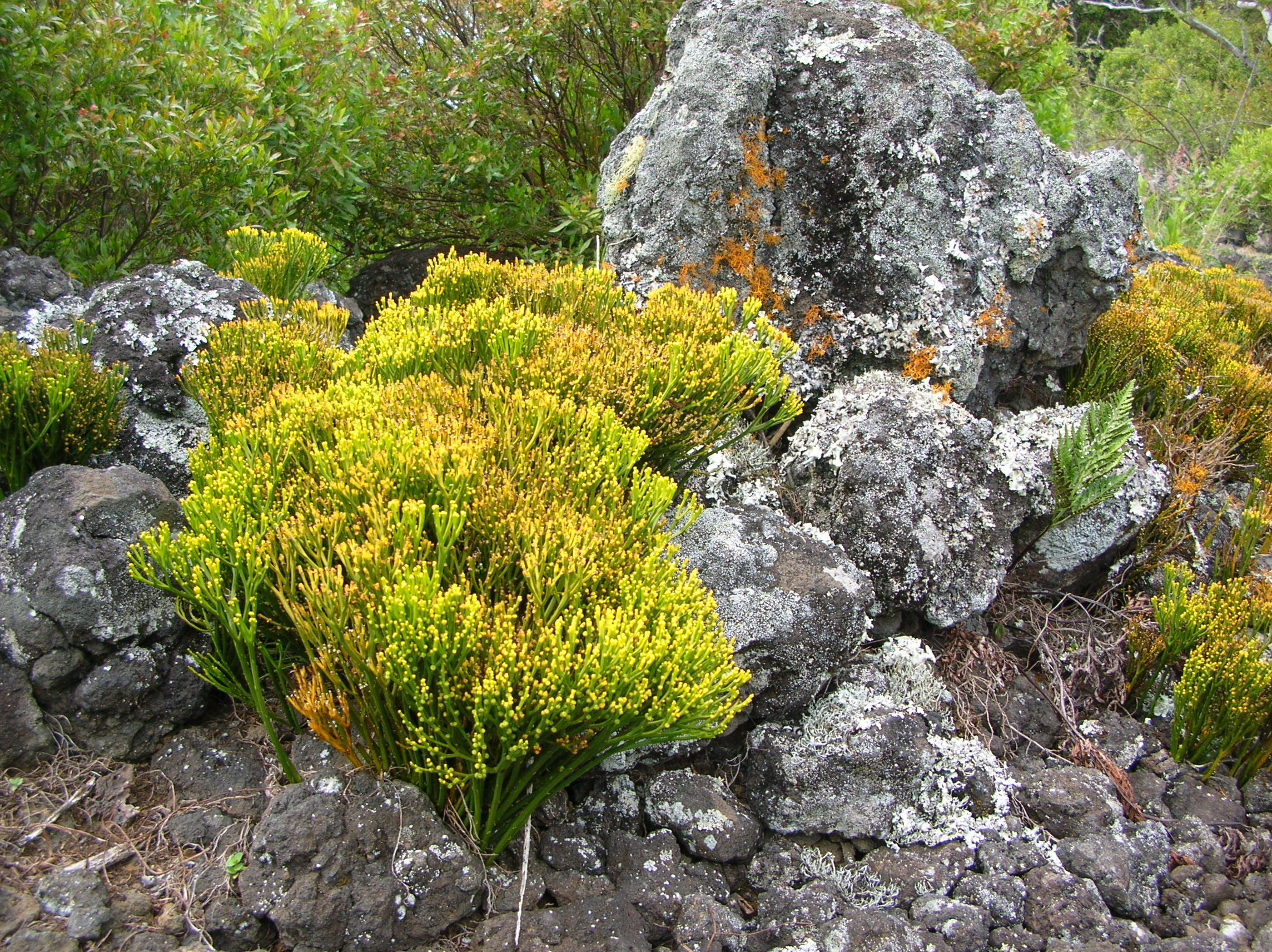
Population fertile de Psilotum nudum poussant sur une dalle de lave à Maui (Auwahi, Hawaï).
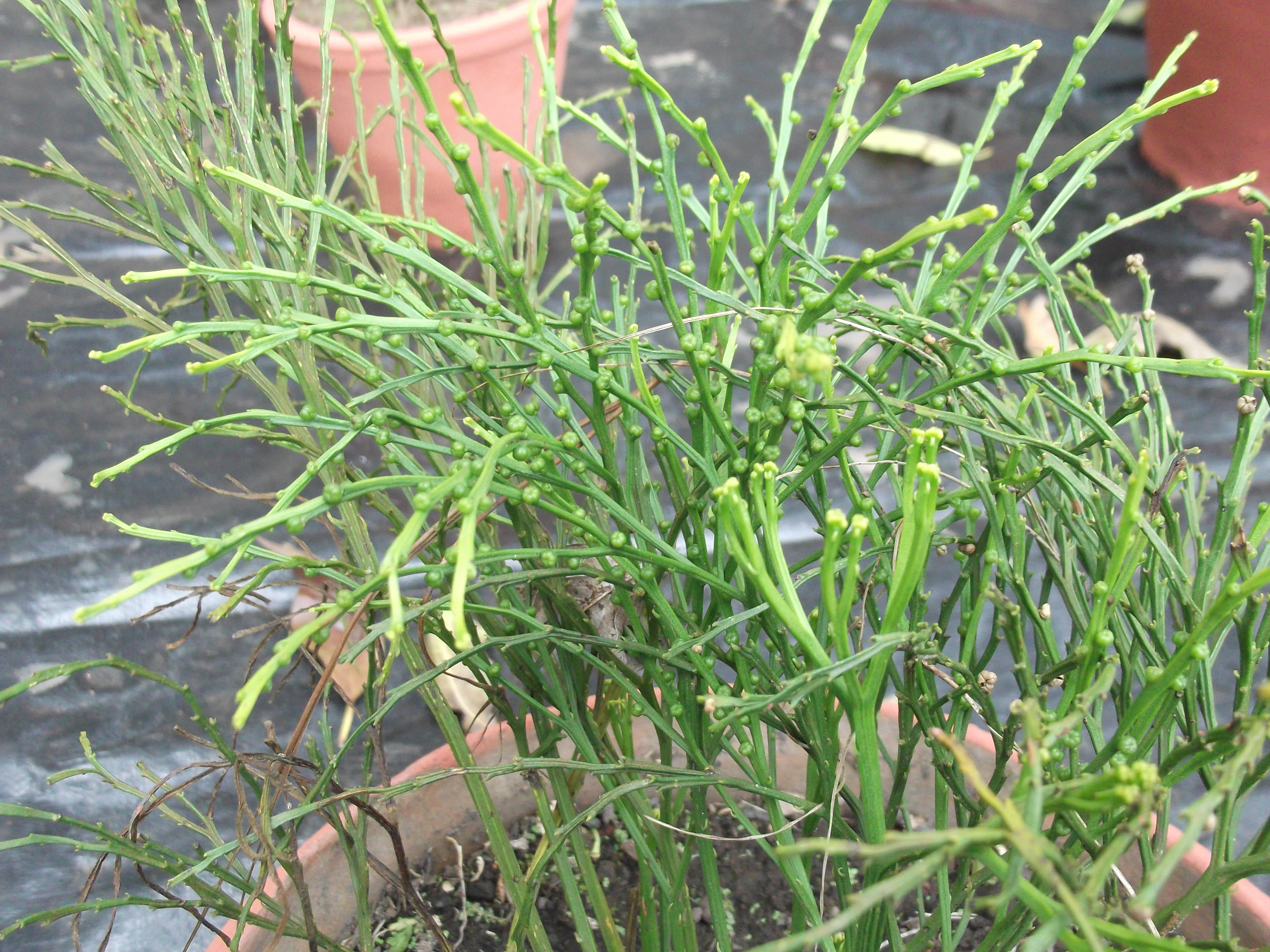
Psilotum nudum cultivé en pot à Salem (Inde).
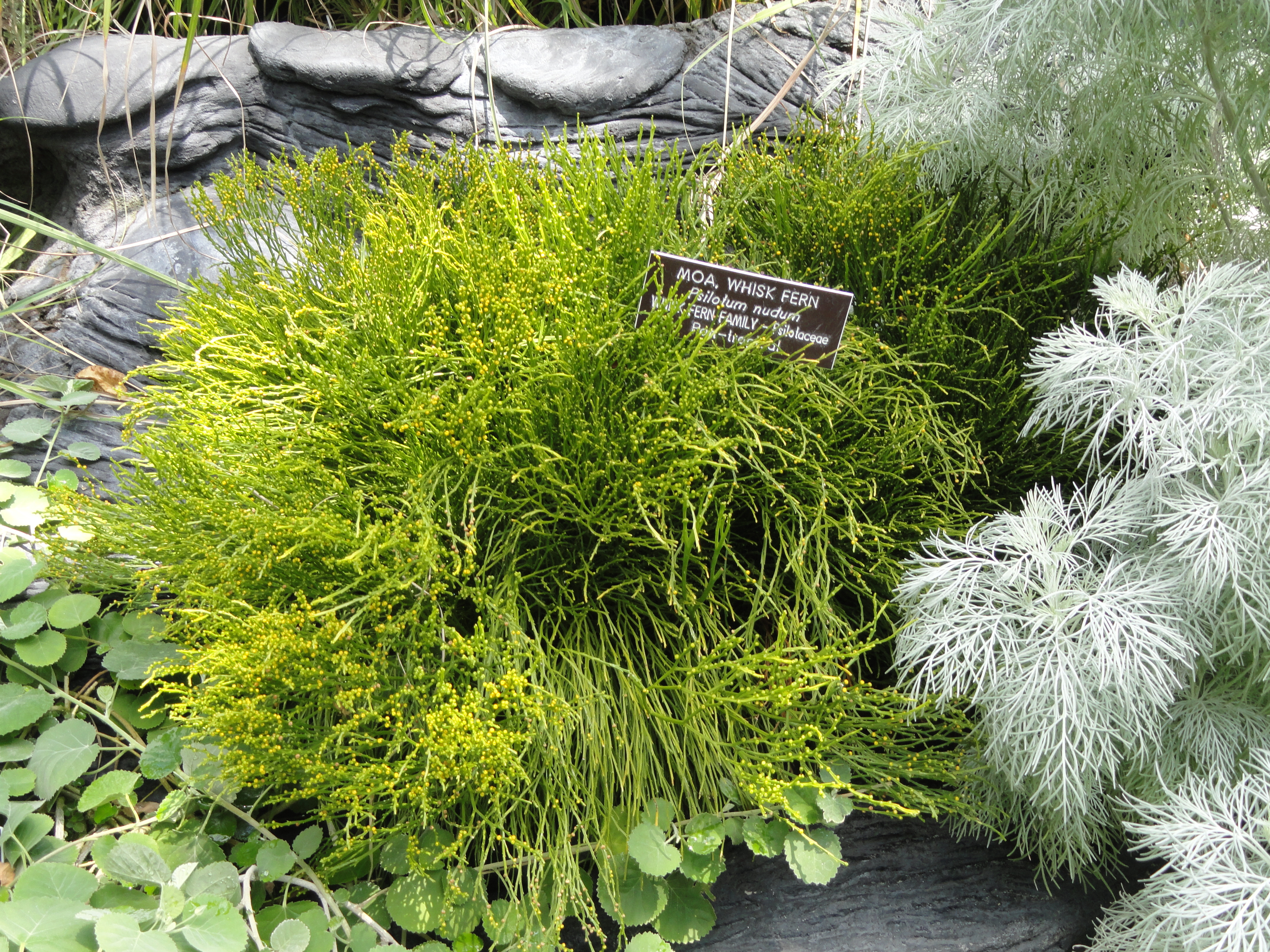
Psilotum nudum cultivé au Jardin botanique des États-Unis (Washington, district de Columbia, États-Unis).
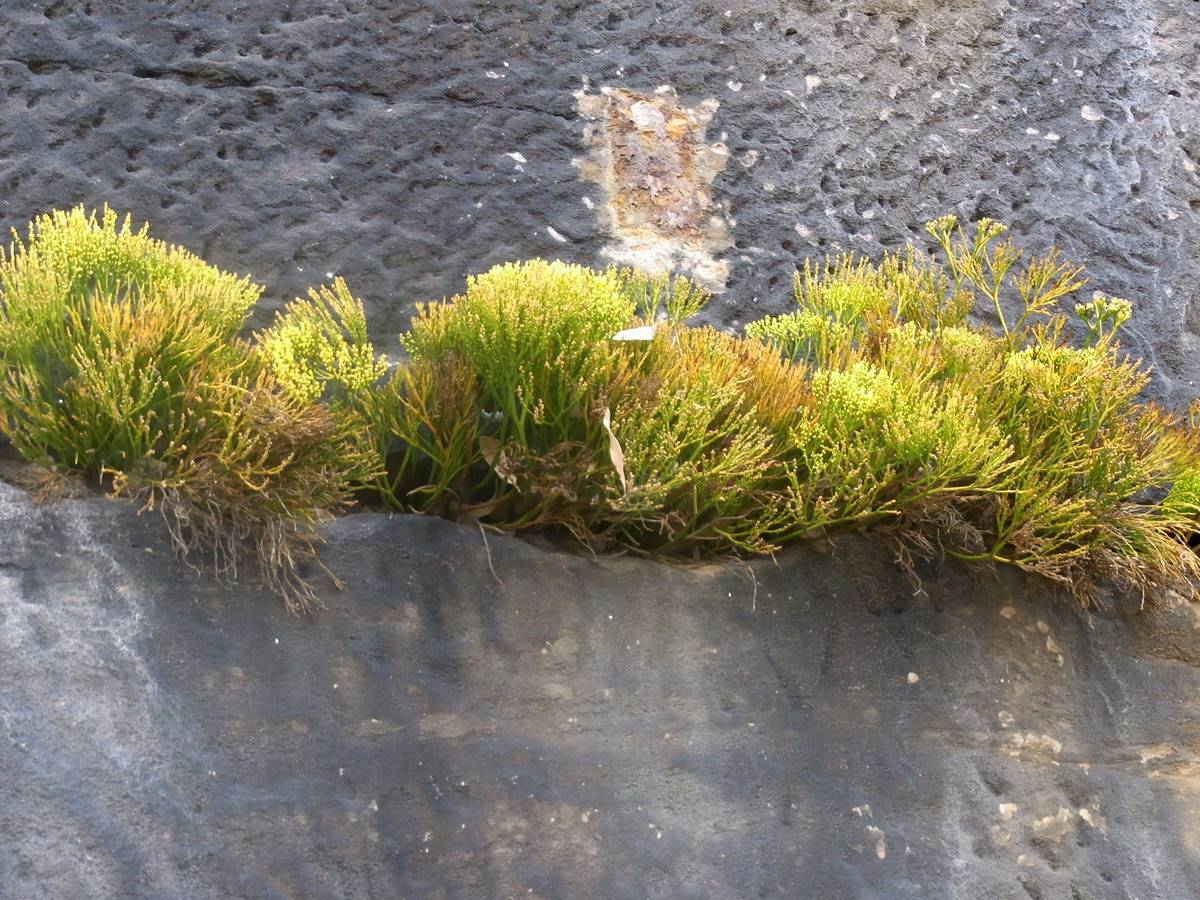
Psilotum nudum poussant sur la roche de la maison de l'Opéra de Sydney (forecourt to the south on Hawkesbury Sandstone) (Australie).
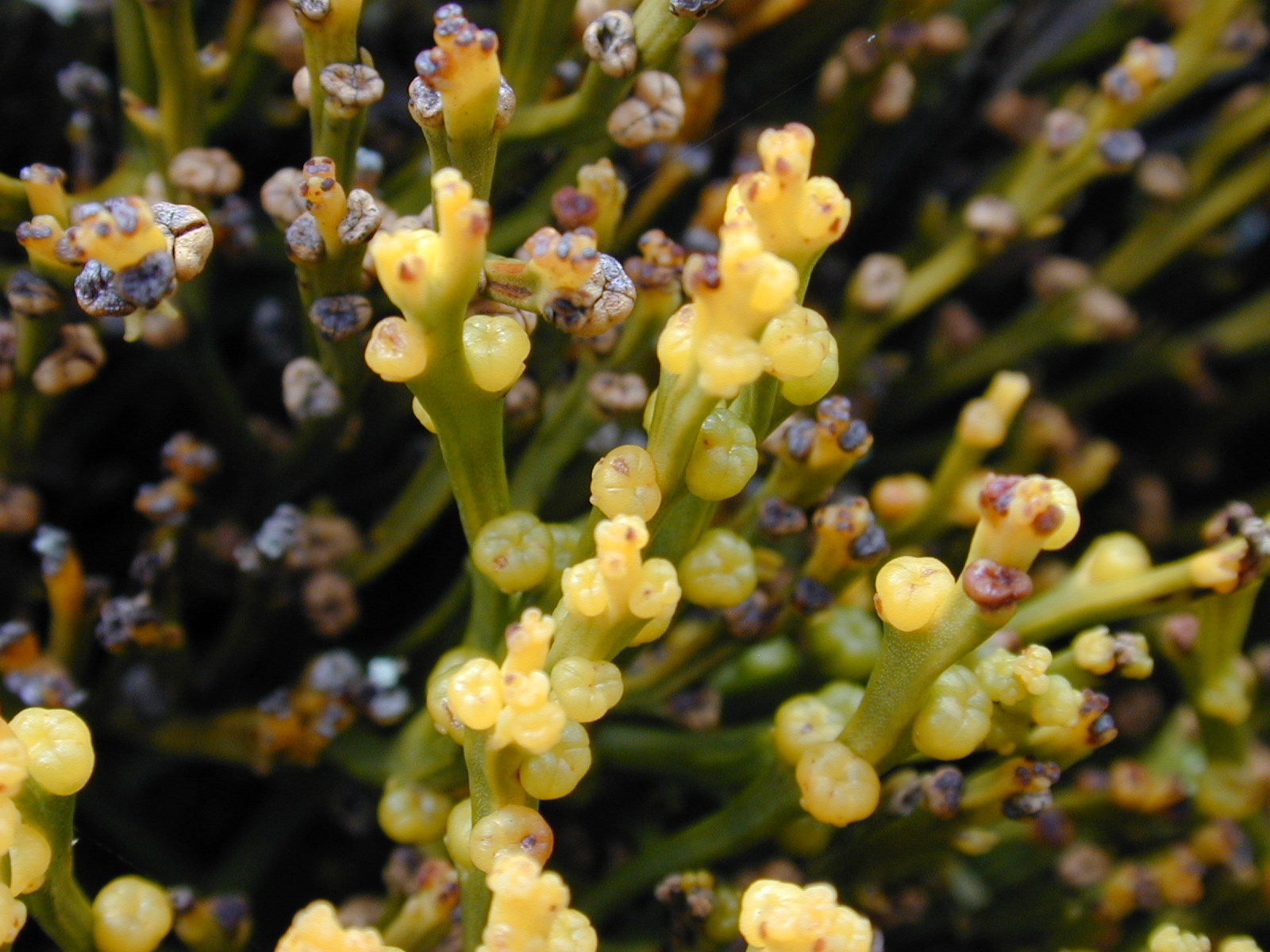
Sporanges de Psilotum nudum.
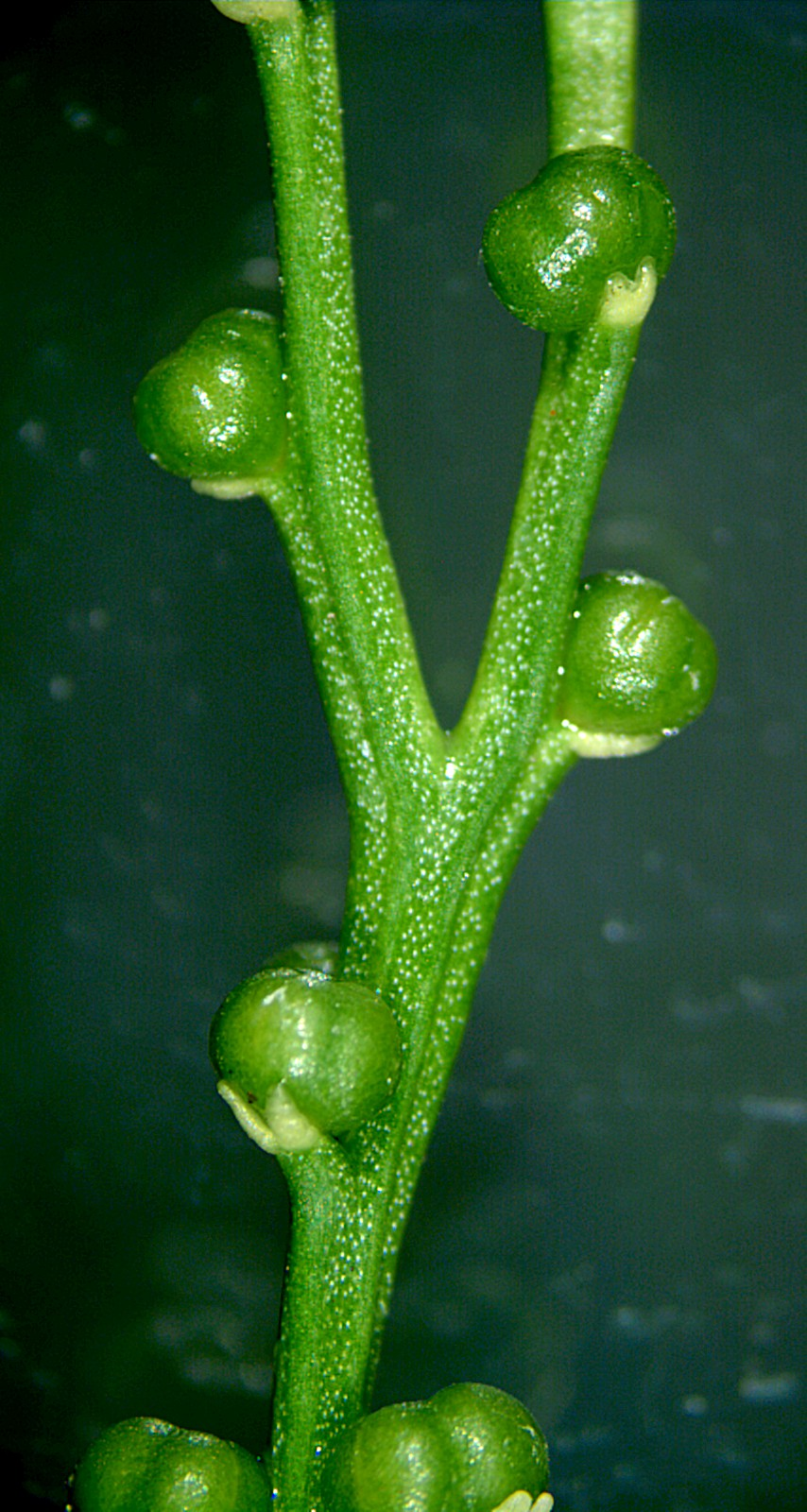
Tige et sporanges de Psilotum nudum.
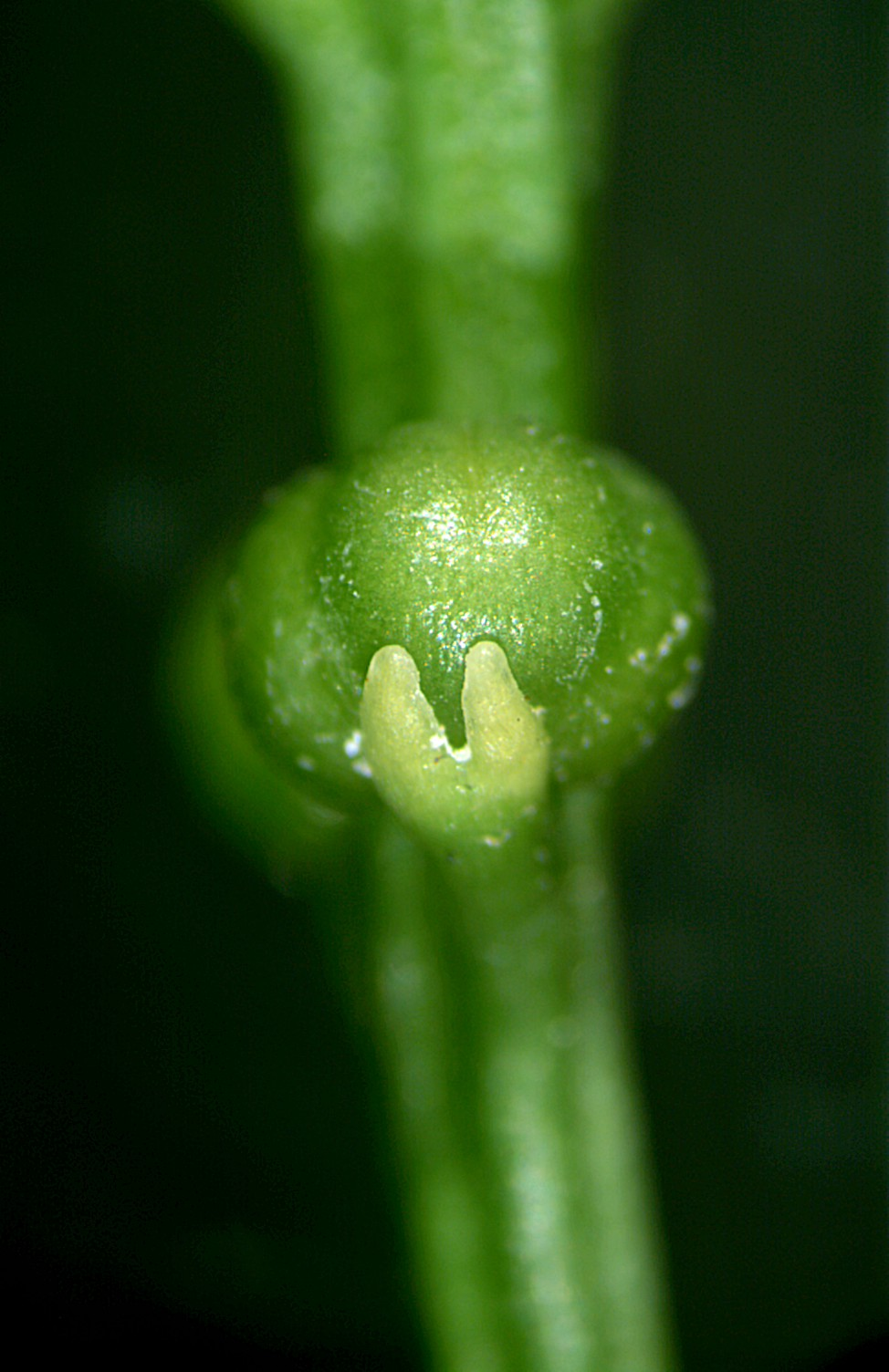
Appendice foliaire supportant le sporange de Psilotum nudum.
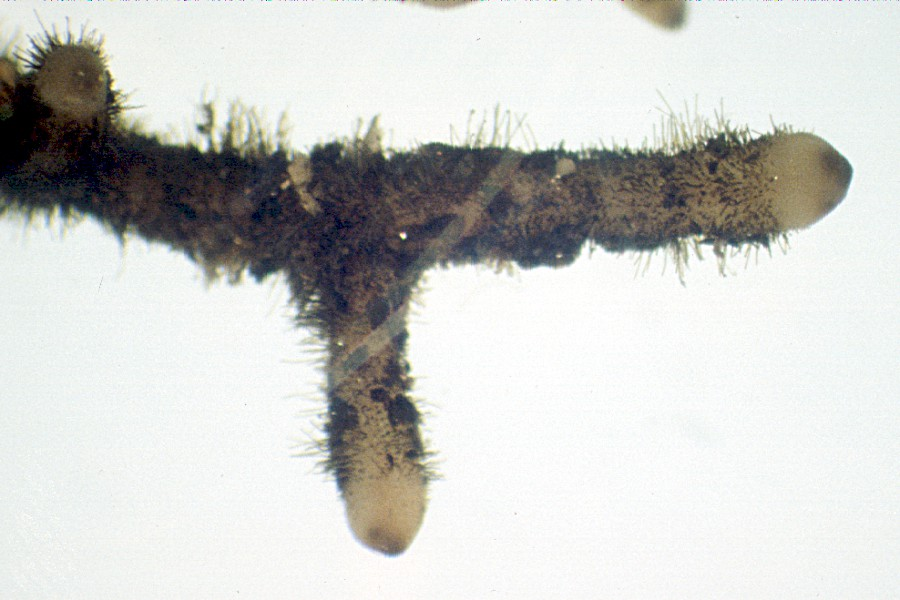
Rhizoïdes sur le rhizome de Psilotum nudum.
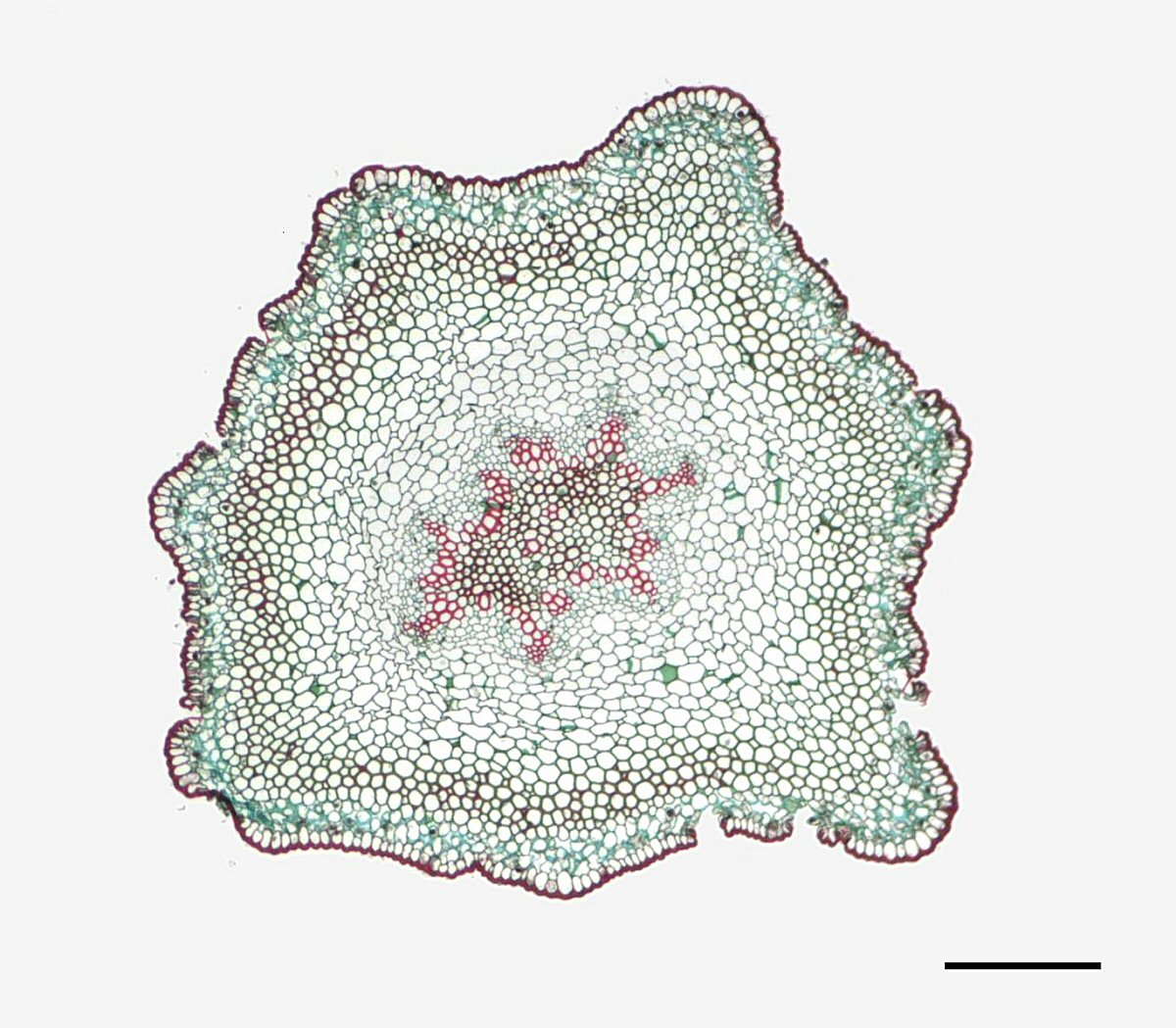
Photomicrographie d'une coupe transversale de tige de Psilotum nudum (échelle : 0,525 mm).
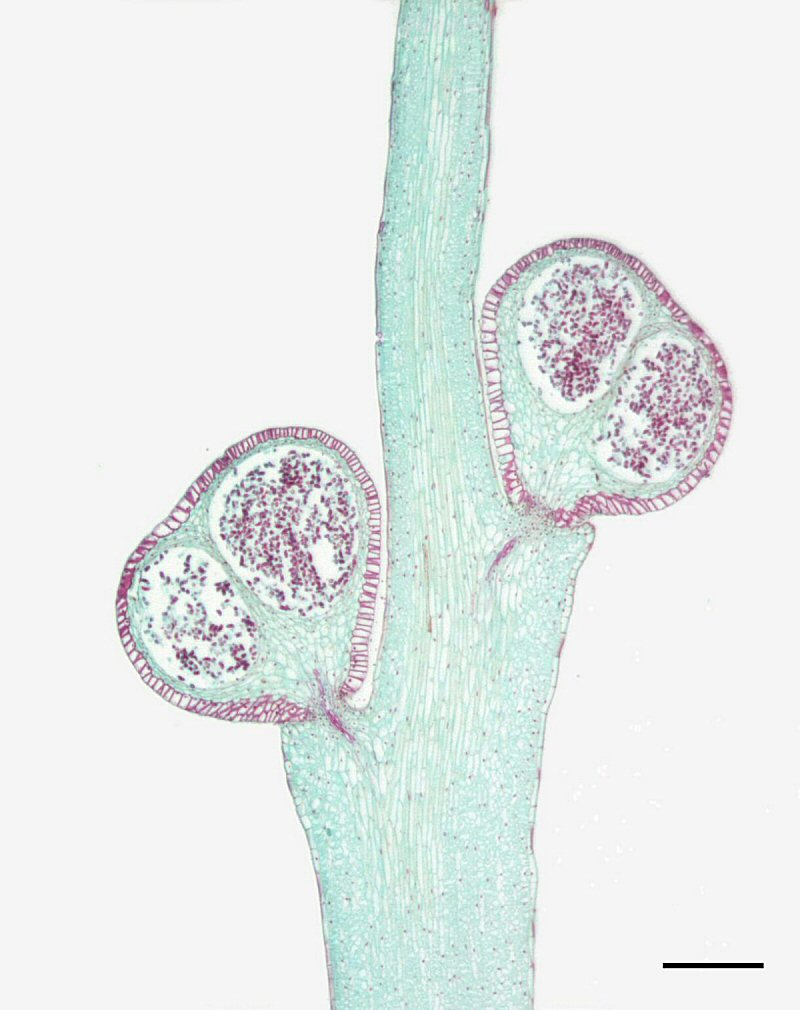
Photomicrographie d'une coupe longitudinale de tige et sporanges de Psiltum nudum (échelle : 1,0 mm)